# Ламбино
Ла́мбино — станция (тип населенного пункта) в составе Куземского сельского поселения Кемского района Республики Карелия.

## Общие сведения
Станция расположена на перегоне Беломорск—Чупа Петрозаводского отделения Октябрьской железной дороги.

## Население
| 2002 | 2009 | 2010 | 2013 |
| ---- | ---- | ---- | ---- |
| 0    | ↗2   | ↘0   | →0   |